# Anthony Hilliard
Anthony Hilliard (Fayetteville (Carolina del Norte), 28 de junio de 1986) es un jugador de baloncesto estadounidense que es agente libre. Con 1,93 metros de estatura, juega en la posición de alero.

## Trayectoria deportiva
Jugó durante cuatro temporadas con los Elizabeth City State University y tras no ser elegido en el Draft de la NBA de 2009, Hilliard llegaría a Europa para jugar en las filas del Pepinster. Más tarde, formaría parte de los Artland Dragons de la Basketball Bundesliga y de los Bisons Loimaa de Korisliiga, donde también jugó 25 partidos en la temporada 2014–15 disputando la VTB United League.
Más tarde, formaría parte de la plantilla de BC Tsmoki-Minsk de la Bielorrusia Premier League, donde consiguió el título de liga y copa.
Después  jugaría 4 partidos en la liga israelí, en concreto, en las filas de Maccabi Rishon LeZion y otros cuatro partidos durante la temporada en la 2016–17 Basketball Champions League.
A mitad de temporada, se marcharía a Rusia para reforzar el Enisey Krasnoyarsk. Al final de la temporada, renovaría durante otra campaña más para disputar en 2017/18 la VTB League y la Basketball Champions League con el conjunto siberiano.
En agosto de 2018 fichó por el equipo francés del ESSM Le Portel.
En mayo de 2024 se unió a Oberá Tenis Club de la Liga Nacional de Básquet de Argentina como reemplazo de Agustín Barreiro.
En mayo de 2025 firmó con los Spartans Distrito Capital de la Superliga Profesional de Baloncesto de Venezuela.